# Ich tötete Rasputin
Ich tötete Rasputin (Originaltitel: J’ai tué Raspoutine) ist ein 1966 gedrehtes, französisch-italienisches Historiendrama von Robert Hossein, der auch eine zentrale Nebenrolle spielte. Den Rasputin-Mörder Jussopow verkörperte Peter McEnery. Die Rolle des russischen Bauers, Mönchs und vorgeblichen „Wunderheilers“ übernahm Gert Fröbe. Die Geschichte basiert auf den Erinnerungen Jussopows.

## Handlung
Der Film rollt die Ereignisse auf, die während des Ersten Weltkriegs zur Ermordung des als von der letzten russischen Zarin Alexandra als Wunderheiler verehrten sibirischen Bauern Rasputin durch einige hochrangige Adelige führten. Als Einführung zu Beginn der Spielhandlung erläutert der mittlerweile greise Kopf der Anti-Rasputin-Verschwörer, der seit 1920 im Pariser Exil lebende Felix Jussupow, seine Beweggründe für die Bluttat, die er hier, wenige Monate vor seinem eigenen Tod, noch einmal rechtfertigte. Außerdem beriet er die Autoren bei der Erstellung des Drehbuchs.
Sankt Petersburg im Jahre 1916. Nach der Errettung des Lebens des Erben der Monarchie, des Zarewitschs Alexej, der an Hämophilie (Bluterkrankheit) leidet, durch Grigori Rasputin, wächst dessen Einfluss auf die Zarenfamilie und vor allem auf die Kaiserin Alexandra Fjodorowna, deren Dankbarkeit als liebende Mutter ins Unermessliche reicht. Rasputin wird fester Bestandteil des Hofes und macht dementsprechend Sonderrechte für sich geltend. Er säuft und hurt und gibt sich wilden Gelagen und Orgien hin, während das einfache Volk hungert und die russischen Truppen an der Westfront vor denen des deutschen Kaisers Wilhelm II. immer mehr zurückweichen.

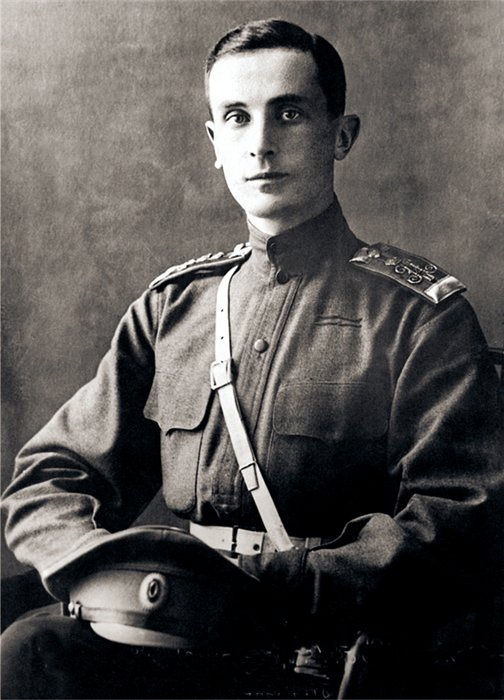
Der reale Rasputin-Mörder Fürst Jussupow (1914)

Die Feinde Rasputins, allen voran der junge und stürmische Fürst Jussupow, will nicht länger zusehen, wie der Zarenhof von einem ungehobelten, unflätigen Bauern aus Sibirien beeinflusst wird. Mit einigen seiner Verbündeten schmiedet er einen Plan, wie Rasputin beseitigt werden kann. Doch dies erweist sich als äußerst schwierig. Rasputin ist zwar leutselig aber nicht dumm, und er besitzt eine physische Konstitution, die ihn nahezu unbesiegbar erscheinen lässt. Jussupow lädt den arglosen Rasputin in seinen Palast ein, wo die Mordversuche in einem Gemetzel enden. Der Versuch, den „Wunderheiler“ und Mönch zunächst zu vergiften, schlägt ebenso fehl wie ihn mit mehreren Revolverschüssen niederzustrecken. Erst nach weiteren Drangsalierungen stirbt Rasputin kurz vor Jahresende 1916 – zu spät, um die Monarchie zu retten und Russland vor einer Niederlage gegenüber dem Deutschen Reich zu bewahren.

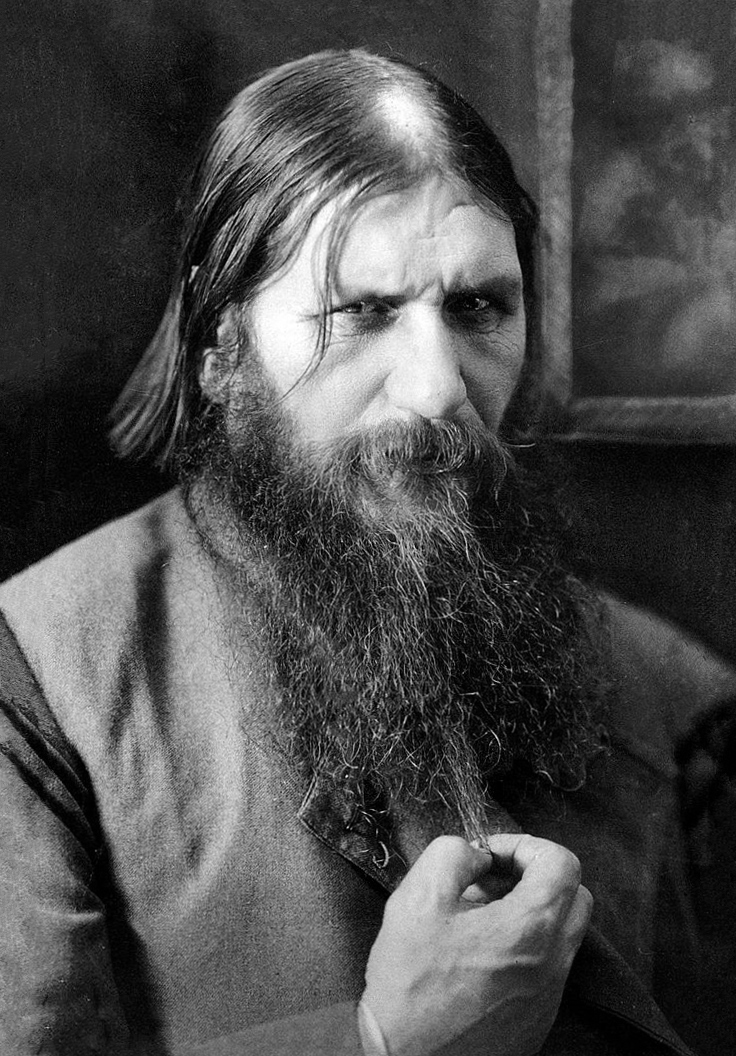
Der reale Rasputin, um 1916

## Produktionsnotizen
Ich tötete Rasputin entstand 50 Jahre nach den gezeigten historischen Ereignissen und wurde am 3. Mai 1967 in Paris uraufgeführt. Die deutsche Premiere fand am 28. Juli 1967 statt. Die deutsche Fassung wurde gegenüber der sehr epischen französischen um über eine halbe Stunde gekürzt.
Als Video wurde der Film unter dem Titel Donner über St. Petersburg herausgebracht.
Ralph Baum übernahm die Produktionsleitung, Maurice Jacquin die Herstellungsleitung. Die Filmbauten stammen von Léon Barsacq, die Kostüme von Jacques Fonteray.

## Kritiken
Der Film wurde nahezu durchgehend schlecht besprochen. Nachfolgend einige Beispiele:

„Langweilig illustrierte Geschichtsstunde, die es tatsächlich schafft, die wahren Motive hinter dem Mord zu verschleiern.“

Im Lexikon des Internationalen Films heißt es: „Hosseins langweiliger und pathetischer Film folgt den Lebenserinnerungen des Fürsten Jussupoff … Statt die gesellschaftlichen Hintergründe aufzuhellen, bleibt die Regie ganz in Äußerlichkeiten stecken.“
Leonard Maltin befand, dass der Film einerseits „gut aufgebaut“ sei, andererseits eine „schwerfällige Geschichte“ erzähle. Über den Hauptdarsteller urteilte Maltin: „Fröbe ist einfach schrecklich.“

„Langweilige Version einer häufig erzählten Geschichte. Einer der großen, internationalen Filme, die offensichtlich nirgendwo gezeigt wurden.“